# Дендрарий Мортона
Дендрарий Мортона (Мортон-арборетум, англ. Morton Arboretum) — крупный дендрарий, расположенный в Лайле, пригороде Чикаго.

## История
Основан 14 декабря 1922 года предпринимателем и владельцем соляной компании Morton Salt Джоем Мортоном (1855—1934). В 1963 году по проекту чикагского архитектора Гарри Уиза на территории арборетума была сооружена Библиотека Стерлинга Мортона, в которой хранятся более 27 тысяч книг и журналов. В 2004 году открылся центр помощи посетителям.

## Описание арборетума
Арборетум Мортона занимает площадь 6,9 км². Он разделён на две части — «западную» и «восточную», соединённые автомобильной дорогой под мостом Иллинойсской магистрали 53. На территории имеются 26 км пешеходных троп и 14 км велосипедных дорожек. Большую часть арборетума составляют восстановленные леса и прерии. Также имеется множество тематических садов, среди которых Сад детей, Сад—лабиринт, Сад ароматов, Сад почвопокровных растений и Сад живых изгородей.
В арборетуме произрастают свыше 222 тысяч деревьев и кустарников более 4300 различных видов.

## Галерея фотографий
- Гимнокладус двудомный
- Маакия амурская
- Пикрасма квассиевидная
- Плосковеточник восточный
- Дзельква японская